# Ejagham
Ekoi (auch Ejagham; ISO 639-3: etu) ist eine bantoide Sprache, welche insgesamt von 116.000 Menschen gesprochen wird, davon 67.300 in Nigeria (hier im Bundesstaat Cross River) und 49.400 in Kamerun (in der Region Südwest).
Ekoi hat drei Dialekte: Istocni, Zapadni und Juzni. Nach ihr sind die ekoiden Sprachen benannt und sie hat in dieser Gruppe die meisten Sprecher.
Ejagham gehört zur afrikanischen Sprachfamilie der Niger-Kongo-Sprachen, und zwar zur Untergruppe der ekoiden Sprachen innerhalb der südlichen bantoiden Sprachen. Die Sprache hat eine gewisse Ähnlichkeit mit den Sprachen Efik und Ibibio. Trotzdem verwenden die Sprecher des Ejagham Englisch oder Französisch um sich mit diesen Völkern zu unterhalten, da diese beiden Sprachen die einzigen offiziellen Sprachen Kameruns sind.